# РТ-20
РТ-20 (натовско наименование SS-15 Scrooge) е съветска междуконтинентална балистична ракета, първата преносима ракета от този вид. Разработването ѝ започва през 1963 година под ръководството на академик Михаил Кузмич Янгел. Работата по оръжието започва с три схеми - за базиране в силоз, влак или самоходна установка. Единствено последният вариант е бил реализиран. Първият тест (неуспешен) е бил проведен през 1967 година. Следва серия от допълнителни изпитания (повечето успешни) през 1968. В края на 1969 програмата е изоставена.